# Fälttordyvel
Fälttordyvel (Geotrupes stercorarius), även kallad stor tordyvel, är en dynglevande skalbagge i släktet tordyvlar. Den är 16–26 millimeter lång. Den gräver lodräta tunnlar under spillningen som den fyller med dynga och där den sen lägger sina ägg. Vanligen stannar honan i tunneln och gräver medan hanen fraktar ner ny spillning. Larverna lever sedan på spillningen i omkring ett år, för att sedan förpuppas. Tord är ett äldre svenskt ord som betyder just spillning. Tordyveln utmärker sig då den ofta är aktiv under dagen medan andra dyngbaggar vanligen endast är nattaktiva.
Arten finns i Europa och Asien, och dess nordligaste förekomst är i Norrland. Den har även introducerats till Kanada. Den återfinns främst i skogsbiotoper, från havsnivå ända upp till 2000 meter över havet. Den har fram till nyligen varit vanlig i större delen av sitt utbredningsområde men inventeringar indikerar att arten minskar snabbt.
Tordyvlar spelar en betydande roll i Maria Gripes berättelse Tordyveln flyger i skymningen.